# GJ 3021 b
GJ 3021 b, auch als HD 1237 b bezeichnet, ist ein substellares Objekt mit einer Mindestmasse von etwa 3,4 Jupitermassen und damit ein Exoplaneten-Kandidat; es begleitet den sonnenähnlichen Stern GJ 3021. Der Nachweis von GJ 3021 b gelang Naef et al. mit Hilfe der Radialgeschwindigkeitsmethode und wurde im Jahr 2000 veröffentlicht.

## Bahneigenschaften
Die große Halbachse des Orbits von GJ 3021 b misst rund 0,5 Astronomischen Einheiten, die Bahnexzentrizität ist mit 0,5 relativ hoch und entspricht einer Periapsis von 0,2 und einer Apoapsis von 0,7 Astronomischen Einheiten. Übertragen auf die Dimensionen des Sonnensystems würde der Körper also die Bahnen von Merkur und Venus schneiden. Ein vollständiger Umlauf nimmt 134 Tage in Anspruch.

## Physikalische Eigenschaften
GJ 3021 b hat eine Mindestmasse von 3,4 Jupitermassen (ca. 1100 Erdmassen). Wie in den meisten Fällen bei Objekten, die durch Messung der Radialgeschwindigkeit entdeckt wurden, ist die Bahnneigung des Objektes nicht bekannt. In einer im Jahr 2001 veröffentlichte Studie wurde durch die Auswertung von Daten des Astrometrie-Satelliten Hipparcos eine Bahnneigung von 12° bestimmt, was zur Folge gehabt hätte, dass die Masse von GJ 3021 b oberhalb von 16 Jupitermassen anzusiedeln wäre. Weitere Analysen zeigten aber, dass die Daten von Hipparcos nicht genau genug waren, um eine Aussage über die Bahnneigung machen zu können.